# 옥현초등학교
옥현초등학교(玉峴初等學校)는 대한민국 울산광역시 남구에 있는 공립 초등학교이다.

## 학교 연혁
- 1993.03.10 옥현국민학교 개교(39학급)
- 1995.03.01 울산시교육청 기본생활실천시범학교 지정
- 1996.03.01 옥현초등학교로 교명 변경
- 1996.11.20 경상남도 과학교육 우수학교 선정
- 1997.11.01 울산광역시 체육교육 우수학교 선정
- 1998.03.01 농림부 식생활개선시범학교 지정
- 2001.03.01 울산광역시교육청 교실수업개선연구학교 지정(2년)
- 2004.03.01 특수학급 1학급 신설
- 2004.05.30 전국소년체전 여자배구부 우승
- 2004.03.01 울산광역시교육청 교육연극시범학교 지정(2년)
- 2004.12.08 교육인적자원부 체육교육우수학교 선정
- 2008.06.01 울산광역시교육청 자전거타기시범학교 지정(21개월)
- 2009.01.20 칠십리기 전국배구대회 준우승
- 2012.03.01 울산광역시교육청 다문화이해교육 정책연구학교 지정(2년)
- 2012.09.01 제8대 조용세 교장 취임
- 2014.01.17 선플운동본부 선플달기운동 우수학교 선정
- 2014.02.20 제21회 졸업(138명), 총 5051명
- 2014.03.01 일반 23학급, 특수 1학급 편성

## 참고 자료
- 옥현초등학교 - 한국교육학술정보원 학교알리미